# Agostino Gallarati
Agostino Gallarati (Mortara, 1568 – 1643) è stato un medico e fisico italiano.

## Biografia
Fu medico della città di Mortara durante la dominazione spagnola del Seicento. Ereditò il nome da un illustre membro del casato dei Gallarati, tra i più influenti in città.
Dedicò la sua vita a studi e ricerche riguardanti le cause della precarietà della salute delle classi più povere; proprio grazie alle sue conoscenze scientifiche, svolse un ruolo determinante durante l'epidemia di peste, che si abbatté su Mortara nel 1630.

## Opere
Scrisse il trattato De Peragendis in Peste ac pestiferis affectibus, che terminò nell'anno 1630; l'opera, pubblicata dal nipote Agostino Lomeno Gallarati (1632-1710) nel 1658, contiene riflessioni importanti sulle cause scatenanti le epidemie di peste, sulle cure e sulle conseguenze per la società. L'autore formula anche importanti considerazioni sulle epidemie che colpiscono il bestiame.
Nel Cortile delle Magnolie dell'Università degli Studi di Pavia si trova una lapide commemorativa del Lomeno Gallarati, capostipite di una dinastia di medici e studiosi accademici, che recita:
D.O.M.
AUGUSTINI LOMENI GALLARATI
DE COLLEGIO NOBILIUM PHISICORUM CLARISSIMI
IN REGIO TICINENSI ARCHIGYMNASIO
MEDICINAE PRACTICAE PRIMARII
INSUBRIAE AC LIGURIAE LACRIMIS
ADMIXTI CINERES
VIXIT ANNOS LXXVIII - OBIIT NONIS XBRIS MDCCX.